# チアリーダー・マサカー 〜戦慄の山小屋〜
『チアリーダー・マサカー ～戦慄の山小屋～』（原題：Cheerleader Massacre）は、レニー・ジュリアーノが脚本を担当し、ジム・ウィノースキーが監督を務めた2003年のアメリカのB級スラッシャー映画。
出演はタミー・シェフィールド、チャリティ・ラフマー、エリン・バイロンなど。
本作は、シリーズは異なるが『スランバー・パーティー大虐殺』（1982年）の直接の続編となっている。ブリンク・スティーヴンスが、リンダ・ドーン・グラント役で再登場し、同作品のフラッシュバックシーンが含まれているが、独自のストーリーで物語は進んでいく。ちなみに日本で発売されたソフトではこれらの場面はカットされている。
同作品やその続編と同様、本作の見せ所の多くは女性のヌード、セックス、ゴア表現に依存している。

## あらすじ
高校生のチアリーダー数人が車両の故障で雪深い荒野の山小屋で立ち往生することになる。
その夜、彼女たちはゲームをしたり、ボーイフレンドとセックスをしていると、何者かが一人ずつ彼女たちを殺害し始める。

## キャスト
- ミズ・ヘンドリックス - タミー・シェフィールド
- パーカー・ジェームソン - チャリティ・ラフマー
- アンジェラ・カルーソ - エリン・バイロン
- バズィー - レニー・ジュリアーノ（ランク・ジョンソンとしてクレジット）
- マードック保安官 - ビル・ラングロワ・モンロー（E・エディー・エドワーズとしてクレジット）
- フィリップス巡査 - サマンサ・フィリップス（英語版）
- アダムス副保安官 - GiGi Erneta
- タミー・レイ - エイプリル・フラワーズ（ダイアナ・エスピンとしてクレジット）
- デビー - ニッキ・フリッツ
- ライアン - タイロ・タイラー
- マーク - ブラッド・ベック
- シェリー - サマー・ウィリアムズ
- リンダ - ブリンク・スティーヴンス
- デマルコ刑事 - メリッサ・ブラッセル
- ディナ - ジュリー・リサンドロ（ジュリー・コーギルとしてクレジット）

## 製作
製作はロジャー・コーマン、監督はジム・ウィノースキーが担当した。

## 公開
DVDは2003年3月25日に発売された。特典映像として、予告編、俳優略歴、オーディオコメンタリー、メイキングなどを収録している。

## 続編
本作に続いて、2011年には『Cheerleader Massacre 2（チアリーダー・マサカー 裂かれたユニホーム）』という直接的なつながりは薄い続編が公開された。